# Abú Musab az-Zarkáví
Abú Mus'ab az-Zarqáwí, arabsky أبومصعب الزرقاوي‎, v českých médiích obvykle nesprávně Abú Músa/Músá/Musá Zarkáví, (30. října 1966 Zarká, Jordánsko – 7. června 2006, Bákuba, Irák) byl jordánský muslimský militantní vůdce a džihádista.
Stal se známým poté, co odešel do Iráku, kde se stal samozvaným vůdcem al-Káidy. Byl zodpovědný za sérii teroristických bombových útoků, řezání hlav a popravy rukojmích či útoků během války v Iráku, čímž údajně „změnil povstání proti americkým jednotkám“ v Iráku „v šíitsko-sunnitskou občanskou válku“. Někdy byl svými příznivci znám jako „šejk zabijáků“.
Byl zabit při americkém cíleném leteckém útoku u města Bákuba severně od Bagdádu 7. června 2006. Nálet provedly americké letouny typu F/A-18 Hornet.